# Universitat de Buffalo
La Universitat de Buffalo ( State University of New York at Buffalo en idioma anglès), també coneguda pels acrònims UB o  SUNY at Buffalo, és una universitat nord-americana ubicada a Buffalo (Estat de Nova York). Va ser fundada el 1846. Pertany al sistema públic de la Universitat Estatal de Nova York (State University of New York en anglès).

## Esports
Els equips esportius de la universitat són els Buffalo Bulls. Competeixen a la Mid-American Conference.

## Personalitats destacades

### Professors
- Ronald Coase (1951-1958) - Premi Nobel d'Economia 1991
- John Maxwell Coetzee (1968-1971) - Premi Nobel de Literatura 2003
- John Barth (1965-1973) - Autor de relats curts
- Herbert A. Hauptman - Premi Nobel de Química 1985
- Boris Kroyt (1897-1969) - Violinista i violista, ucraïnès nacionalitzat estatunidenc.

### Antics alumnes
- Bram Cohen - Programador (sense conclusió)
- Ron Silver - Actor
- Harvey Weinstein - fundador de Miramax
- Leslie White - Antropòleg
- Wolf Blitzer - Periodista
- Chaisang Chaturon - Vice Primer ministre de Tailàndia
- Richard Hofstadter - Periodista
- Gregory Jarvis - Astronauta de la missió STS-51-L del Challenger
- Robin Yanhong Li - Fundador del cercador xinès Baidu
- Tom Portolés - Periodista, premi Pulitzer
- Zhou Ji - Secretari d'Educació xinès